# Vittjärnen (Alfta socken, Hälsingland)
Vittjärnen är en sjö i Ovanåkers kommun i Hälsingland och ingår i Ljusnans huvudavrinningsområde. Vittjärnen ligger i Stormyran-Grannäsen Natura 2000-område.